# Andromakhe
 Andromakhe  ist eine Süßwasserfischgattung aus der Salmlerfamilie Acestrorhamphidae, die im nördlichen Argentinien, im südlichen Brasilien und in Uruguay vorkommt. Sie wurde erst im April 2020 neu eingeführt. Die Andromakhe-Arten gehörten vorher zur polyphyletischen Gattung Astyanax. Die Gattung Andromakhe wurde nach Andromache benannt, in der griechischen Mythologie die Frau des trojanischen Helden Hektor und in der Ilias von Homer die Mutter des Astyanax.

## Merkmale
Andromakhe-Arten werden 4,4 bis 9,2 cm lang und besitzen einen seitlich abgeflachten, langgestreckten und wenig hochrückigen Körper. Von anderen Gattungen der Unterfamilie Stethaprioninae unterscheiden sie sich unter anderem durch eine Kombination folgender Merkmale: Im hinteren Bereich der Schuppen finden sich keine Circuli (konzentrische Wachstumsringe). Der Rhinosphenoid (ein spezieller Schädelknochen einiger Salmler) besitzt keinen nach hinten gerichteten Fortsatz, der zwischen den Geruchsnerven verläuft. Der Afterflossenansatz liegt vor einer senkrechten Linie durch den letzten Flossenstrahl der Rückenflosse. Auf der Maxillare befinden sich zwei bis vier Zähne, auf der Prämaxillare befinden sich zwei Zahnreihen. Die Seitenlinie ist vollständig. Die Schwanzflosse ist unbeschuppt. Außerdem wird die Monophylie der Gattung durch 17 molekulare Synapomorphien gestützt.

## Äußere Systematik
Andromakhe gehört zur Salmlerfamilie Acestrorhamphidae und wird dort in die Unterfamilie Acestrorhamphinae gestellt, zu der auch die Gattungen Astyanax, Ctenobrycon, Oligosarcus und Psalidodon, sowie der Gelbe von Rio (Hyphessobrycon bifasciatus) und Hyphessobrycon isiri aus der nicht monophyletischen Gattung Hyphessobrycon gehören.

## Arten
Zu Andromakhe gehören fünf Arten:
- Andromakhe latens (Mirande, Aguilera & Azpelicueta, 2004), Typusart
- Andromakhe paris (Azpelicueta, Almirón & Casciotta, 2002)
- Andromakhe saguazu (Casciotta, Almirón & Azpelicueta, 2003)
- Andromakhe stenohalinus (Messner, 1962)
- Andromakhe tupi (Azpelicueta, Mirande, Almirón & Casciotta, 2003)